# 先进不出
先进不出（英語：First In, Never Out），有时也称先进仍在（英語：First In, Still Here），是计算机科学中戏仿照先进先出（FIFO）算法和先进后出（FILO）算法而提出的一种幽默的调度算法。

## 原理
先进不出算法的工作原理是将所有的被调度任务永久保留。不管有多少需要等待调度的任务，实际上永远没有任何任务将被调度。这使得先进不出算法极其容易实现出来，但是这在现实中是毫无用途的。一个有状态的先进不出队列可以导致内存泄漏。这个算法是在Signetics 25120只写存储器的数据手册中提出的。